# Абетка Морзе

Абетка Морзе

Абетка Морзе, «морзя́нка», код Мо́рзе — спосіб знакового кодування, в якому букви алфавіту, цифри, розділові знаки та інші символи подаються у вигляді послідовностей коротких і довгих сигналів, званих крапками й тире. Призначена для передавання послідовними каналами зв'язку. Унікальною особливістю абетки Морзе є можливість кодування та декодування людиною без застосування спеціальних термінальних пристроїв.
Найширше використовується слухове приймання абетки Морзе, яке набуло поширення в радіозв'язку (слуховий радіотелеграф). У ВМФ код Морзе застосовують у світловому зв'язку між кораблями, що здійснюється за допомогою спеціальних сигнальних прожекторів. Тактильне передавання коду Морзе зустрічається рідко, зокрема воно є в деяких моделях смарт-годинників.
У стандартному коді Морзе за одиницю часу приймається тривалість короткого сигналу — крапки. Тривалість тире дорівнює трьом крапкам. Пауза між елементами одного знака — одна крапка, між знаками у слові — три крапки, між словами — сім крапок. Код може передаватися з будь-якою доступною швидкістю, причому можливість декодування зберігається і за значних неточностей у дотриманні часових інтервалів.
Названо на честь американського винахідника та художника Семюела Морзе. Буквені коди (власне «абетку») додав колега Морзе, Альфред Вейл — факт, який Морзе згодом всіляко заперечував (а заразом приписував собі винахід телеграфу як такого). Вейл, можливо, придумав і цифрову частину коду. А 1848 року код Вейла / Морзе вдосконалив німець Фрідріх Герке, і саме цей код використовують донині.

## Історія

### Апарат Морзе
Абетку Морзе створили 1838 року винахідники Семюел Морзе (1791—1872), Альфред Вейл і Джозеф Генрі для винайденого ними телеграфного апарату, що отримав назву апарат Морзе. Деякі дослідники вважають, що автором коду був Альфред Вейл — партнер Самюеля Морзе з бізнесу, відомий тим, що запровадив «комерційний код» із груп по 5 символів.
На відміну від перших телеграфних апаратів стрілкового типу з не дуже надійним передаванням інформації, яке часто проводилося за допомогою складних для того часу багатопровідних ліній зв'язку та з невеликими швидкостями (близько 25 слів на годину), апарат Морзе дозволив у 10 разів підвищити швидкість передавання, застосовуючи при цьому лише один сигнальний провід (другим могла слугувати земля) і ведучи автоматичне документування у вигляді запису сигналу на паперову стрічку. Апарат складався з телеграфного ключа, яким телеграфіст вручну модулював струм у лінії і приймального записувального пристрою, в якому перед голкою або валиком із фарбою протягувалася паперова стрічка. Під дією електромагніта, підключеного до лінії, валик притискався до паперу, залишаючи на ньому сліди різної довжини, якими за допомогою абетки Морзе кодувалося передане повідомлення.

### Розвиток абетки Морзе
Перший, оригінальний код Морзе відрізнявся від сучасного: в ньому використовувалися посилки декількох різних тривалостей — «крапка», «тире», «довге тире» (в чотири рази довше «крапки»), а також паузи різної довжини всередині символу. Наприклад, букву C (кириличний аналог — буква Ц) кодували трьома крапками, при цьому пауза між першою і другою була короткою, а між другою і третьою — довшою; а цифра 0 являла собою дуже довге тире (більше 10 крапок). Ще одним недоліком було те, що не передбачалося передавання букв, відсутніх в англійському алфавіті, що ускладнювало використання коду в різних країнах.
1848 року німецький інженер Фрідріх Герке вдосконалив код Морзе, ввівши туди нові символи, зробивши незмінними міжелементні паузи всередині символу і залишивши тільки два за тривалістю елементи: короткий — крапку і довгий — тире. Від 1851 року код Герке, який отримав назву «гамбурзький алфавіт» (Hamburg alphabet) або континентальний код Морзе, прийнято в Німеччині та Австрії, а початковий код Морзе при цьому отримав назву американського.
1865 року, на першій Міжнародній телеграфній конференції, де було засновано Міжнародну спілку електрозв'язку (МСЕ), розроблено й прийнято міжнародний варіант абетки Морзе — International Morse code, який став подальшим розвитком коду Герке. Довго різні версії абетки Морзе в різних країнах співіснували незалежно, що спричиняло значних незручностей оскільки телеграфні лінії були провідними, проте на початку XX століття почався бурхливий розвиток радіозв'язку й у 1930-х міжнародний варіант абетки Морзе витіснив інші. Його використовують і нині.
1856 року прийнято російський варіант абетки. Для передавання російських літер використовували коди латинських подібних літер; ця ж відповідність алфавітів пізніше перейшла в коди літеродрукувальних телеграфних апаратів (зокрема, код апарата СТ-35 та МТК-2), а потім (з МТК-2) — у комп'ютерні кодування кирилиці КОІ-7 та КОІ-8. Останні успадкували характерну особливість МТК-2, яка полягає у зміні російської літери, що відповідає латинській літері Q: якщо в абетці Морзе та коді апарата СТ-35 це Щ, то в МТК-2 та КОІ — Я.
2004 року Сектор радіозв'язку МСЕ (МСЕ-R) увів в абетку Морзе новий код для символу «комерційне ет» @ (· — — · — ·) для зручності передавання адрес електронної пошти.
Нині використання коду Морзе в електрозв'язку регламентовано рекомендацією МСЕ-R M.1677-1 (10/2009). Згідно з документом, офіційно визначено 37 букв і цифр, а також 20 розділових знаків та інших символів. У використанні розділових знаків та літер інших мов, що не мають аналогів у англійській абетці, в різних країнах досі існують деякі різночитання.

#### Абетка Морзе у дротовій телеграфії
Телеграфні апарати системи Морзе швидко поширилися по всьому світу, разом з ними набула поширення й абетка Морзе. З розвитком літеродрукувальної (ЛД) телеграфної техніки стало ясно, що код Морзе не є оптимальним способом послідовного кодування: він був на 60 % довшим від 5-бітного коду ЛД апаратів. Найбільша швидкість передавання також невелика, наприклад, ЛД апарат Юза міг передавати зі швидкістю до 180 знаків на хвилину, тоді як гранична швидкість апарата Морзе того часу становила 500—550 слів на годину. Згодом з'явилися ще досконаліші ЛД апарати Бодо, Сімпса, Шоріна та інші синхронної та стартстопної дії, а також факсимільні апарати. Попри це, завдяки простоті, надійності та гнучкості у використанні апарат Морзе близько 100 років був основним робочим засобом телеграфних мереж.
У 1880-х почали з'являтися швидкодійні телеграфні апарати Вітстона, в яких код Морзе за допомогою перфострічки передавався в три — п'ять разів швидше. Згодом їх доповнили апарати Кріда, які механічним способом дешифрують код Морзе в ЛД режим. Також набули поширення клопфери — апарати для слухового приймання абетки Морзе. Причому звук у них створювався не тональним сигналом, як заведено в радіозв'язку, а клацаннями якоря спеціального електромагніта, один обмежувач якого робився з металу, а інший — зі слонової кістки, щоб легше розрізняти крапки та тире. Клопфери працювали швидше від самописних апаратів Морзе, могли застосовуватися на лініях з великим згасанням, коли для ЛД механізму не вистачало струму, або якщо він виходив з ладу. Проте клопфер вимагав постійної роботи кваліфікованого оператора, тоді як апарат Морзе записував телеграми автоматично.
1913 року в телеграфних мережах Російської імперії використовували 9014 апаратів системи Морзе і 121 апарат Вітстона (які також використовують код Морзе), і лише 790 ЛД апаратів Юза і 115 апаратів Бодо. Апарати Морзе довго використовували й за радянських часів, переважно в периферійних мережах низового зв'язку, де не були потрібні великі швидкості та обсяги інформації. Остаточно їх припинили випускати і вони вийшли зі вжитку лише після Німецько-радянської війни, проте абетка Морзе в цей час продовжувала широко використовуватися в радіозв'язку.
Поширення абетки Морзе в радіозв'язку зумовлене можливістю використання слухових здібностей оператора для подолання шумів і перешкод, що виникають при радіоприйманні. Спочатку радіоприймальні пристрої намагалися робити за зразком провідних телеграфних апаратів і основним приймальним елементом у них був пороговий пристрій — електромагнітне реле або дзвінок. Однак поріг спрацьовування навіть найчутливішого реле часто виявлявся надто високим для реєстрації дуже слабких сигналів із антени. 29 травня (9 червня) 1899 року помічник О. С. Попова П. М. Рибкін, проводячи налагодження радіозв'язку на форті Мілютін поблизу Кронштадта, несподівано виявив можливість приймання телеграфних сигналів на слух за допомогою головних телефонів, яка виникала завдяки невідомим раніше детектувальним властивостям когерера, які проявляються лише за слабких сигналів. Новий телефонний радіоприймач, побудований на основі відкриття П. Н. Рибкіна, О. С. Попов запатентував у Росії, Англії та Франції і незабаром слуховий прийом абетки Морзе став основним у радіозв'язку.
На рівні радіотехніки початкового періоду, радіопередавачі не могли передавати в ефір немодульовані сигнали, а отримання «незгасних коливань» (Continuous wave — CW) було складною проблемою для радіотехніки. Іскрові джерела високочастотних коливань модулювалися природним шумом або тоном звукової частоти за допомогою спеціального переривника і телеграфні посилки можна було приймати на детекторний радіоприймач. Після Першої світової війни, завдяки появі електромашинних генераторів та електронних ламп, з'явилася можливість використовувати в телеграфі спектрально чистий сигнал постійної амплітуди, гетеродинні та супергетеродинні радіоприймачі, а також підняти робочі частоти до діапазону коротких хвиль. Усе це значно підвищило дальність телеграфного зв'язку.
12 січня 1930 року абеткою Морзе, вперше, здійснено радіозв'язок між діаметрально протилежними районами земної кулі: полярною станцією Бухта Тиха на архіпелазі Земля Франца-Йосифа та антарктичною базою Літл-Америка на шельфовому льодовику Росса в Антарктиді.
У міру розвитку технологій передавання інформації все більше виявлялися недоліки абетки Морзе, зокрема: обмежена швидкість, залежність якості зв'язку від суб'єктивних факторів, таких як рівень підготовленості або ступінь втоми оператора, складність автоматичного розпізнавання коду. Разом з тим, завдяки гарній завадозахищеності та здатності передаватися різними каналами цифрового та аналогового зв'язку, морзянка довгий час успішно співіснувала зі сучаснішими системами передавання даних, але використовувалася, найчастіше, у службовому радіообміні, коли вирішувалися питання встановлення зв'язку, вибору робочих частот та видів модуляції, проблем у разі порушення швидкісного радіоканалу.
Під час роботи абеткою Морзе (особливо у службовому радіообміні) широко використовуються міжнародні коди і скорочення найуживаніших слів і фраз. Це не лише прискорює радіообмін, але й дозволяє операторам розуміти одне одного без знання мови. Найпоширеніші — Q-код (Щ-код), створений 1909 року для морського радіозв'язку, і буквені скорочення, що прийшли з проводового телеграфу; рідше використовують Z-код. Список міжнародних кодів зафіксовано в документах ІКАО та МСЕ-R.
Особливо ефективно абетка Морзе використовується при радіозв'язку на коротких хвилях, що відрізняються нестабільністю та непередбачуваністю. Майже вся апаратура короткохвильового зв'язку має вид модуляції спеціально призначений для використання абетки Морзе — амплітудний телеграф (у радіоаматорській апаратурі зазвичай позначається як CW, у професійній — A1).
Наприкінці XX століття, з появою досконаліших цифрових видів радіозв'язку, морзянка почала виходити зі вжитку і зараз використовується значно рідше, переважно радіоаматорами або як позивні сигнали автоматичних радіомаяків. Нині використання коду Морзе в радіозв'язку більше не є обов'язковим, проте, в низці випадків, він визнається найефективнішим, а іноді й єдиним доступним засобом зв'язку в разі надзвичайної ситуації або лиха.

## Телеграфна абетка
Телеграфна абетка (система кодування символів короткими і довгими сигналами для передачі їх по лініях зв'язку, відома як «код Морзе» або «морзянка»), яку застосовують нині, істотно відрізняється від тієї, що запропонував у 1838 року С. Морзе (деякі дослідники вважають, що її автором був Альфред Вейл — партнер Самюела Морзе за бізнесом, відомий тим, що ввів «комерційний код» з груп по 5 символів). Початкова таблиця «коду Морзе» дуже відрізняється від тих кодів, що використовуються нині. У ній, по-перше, використовувалися посилки трьох різних тривалостей («точка», «тире» і «довге тире» — в чотири рази довше «точки»). По-друге, деякі символи мали паузи усередині своїх кодів.
Принцип кодування абетки Морзе виходить із того, що літери, які найчастіше вживаються в англійській мові, кодуються простішими сполученнями крапок і тире. Це робить освоєння абетки Морзе простіше, а передачі — компактніше.
Передаватися і прийматися абетка Морзе може з різною швидкістю — це залежить від можливостей і досвіду радистів. Зазвичай середньої кваліфікації радист працює в діапазоні швидкостей 60 — 100 знаків на хвилину. Рекорди за швидкісними прийому-передачі знаходяться в діапазоні швидкостей 220—260 знаків за хвилину.
Ручне передавання абеткою Морзе проводиться за допомогою телеграфного ключа або електронного ключа, також можливо передавати сигнали, різноманітними візуальними засобами, наприклад за допомогою ліхтаря або сигнальної штори. Прийом коротких стандартних повідомлень можна здійснити без запису, але зазвичай весь прийнятий текст записують або вручну, або на друкарській машинці. При прийомі досвідчені радисти роблять запис з відставанням на кілька знаків, що робить прийом спокійнішим і надійним та є показником майстерності того хто приймає.
Абетка Морзе є першим цифровим способом передачі інформації. Телеграф та радіотелеграф спочатку використовували абетку Морзе; пізніше стали застосовуватися код Бодо та ASCII, які зручніші для автоматизації. Втім, зараз і для абетки Морзе є засоби автоматичного генерування та розпізнавання, наприклад, вільно поширювана програма для персонального комп'ютера CwType. Крім того, радіоаматори розробили багато апаратних декодерів абетки Морзе на базі мікроконтролерів.
На практиці замість візуального заучування комбінацій крапок та тире запам'ятовують так званий «наспів» (мнемонічну словесну форму), що звучанням нагадує звуковий сигнал, яким закодовано певну літеру, цифру чи розділовий знак.

## Абетка Морзе українською мовою
Існує щонайменше два варіанти абетки Морзе українською мовою, які незначно відрізняються. Один з них використовує Пласт. Інший описано в Додатку 27 до Регламенту аматорського радіозв'язку України. Словесні наспіви сприяють полегшеному слуховому сприйняттю комбінацій сигналів абетки Морзе. Нижче наведено українські наспіви абетки Морзе, які зазвичай використовують радисти. Строгих критеріїв використання наспівок немає. Принцип побудови наспівів (мнемонік) може бути різним: так, у варіанті Регламенту тире позначається наголошеними/довгими голосними, а крапка — ненаголошеними/короткими, тоді як у варіанті Пласту тире відповідає голосній О, а крапка — будь-якій іншій голосній. Можуть створюватись і власні наспіви, якщо це допомагає сприймати потік звукових сигналів. Стандартом довжини звукових (або світлових) сигналів вважається, коли довгий сигнал (що позначається тире) втричі довший за короткий (що позначається крапкою), пауза між звуковими сигналами одного символу дорівнює тривалості короткого сигналу, пауза між символами дорівнює тривалості довгого сигналу, пауза між словами — тривалості двох довгих сигналів.
| Букви             | Букви                      | Букви                          | Код Морзе | Наспіви (Пласт)   | Наспіви (Регламент)   |
| Латинської абетки | Української абетки (Пласт) | Української абетки (Регламент) | Код Морзе | Наспіви (Пласт)   | Наспіви (Регламент)   |
| ----------------- | -------------------------- | ------------------------------ | --------- | ----------------- | --------------------- |
| A                 | А                          | А                              | • ‒       | А-зот             | ай-дааа               |
| B                 | Б                          | Б                              | ‒ • • •   | Бон-да-рів-на     | бааа-ки-те-чуть       |
| C                 | Ц                          | Ц                              | ‒ • ‒ •   | «Цьо-ця Дор-ця»   | цііі-ни-цііі-ни       |
| D                 | Д                          | Д                              | ‒ • •     | До-ли-на          | дооо-мі-шки           |
| E                 | Е                          | Е                              | •         | Ера               | ерг                   |
| F                 | Ф                          | Ф                              | • • ‒ •   | Фі-лан-тро-пи     | фі-лан-трооо-пи       |
| G                 | Ґ                          | Г, Ґ                           | ‒ ‒ •     | Ґо-ґо-дзи         | гааа-рааа-жик         |
| H                 | Г                          | Х                              | • • • •   | Га-ра-кі-рі       | хо-ло-до-чок          |
| I                 | І                          | І, Ї                           | • •       | І-ван             | І-ди                  |
| J                 | Й                          | Й                              | • ‒ ‒ ‒   | Йди хо-лод-ком    | йди-хооо-лооод-кооом  |
| K                 | К                          | К                              | ‒ • ‒     | Ко-лі-но          | кооо-ва-нииий         |
| L                 | Л                          | Л                              | • ‒ • •   | Лі-со-ру-би       | лу-нааа-ти-ки         |
| M                 | М                          | М                              | ‒ ‒       | Мо-роз            | мооо-рзеее            |
| N                 | Н                          | Н                              | ‒ •       | Но-та             | нооо-мер              |
| O                 | О                          | О                              | ‒ ‒ ‒     | О-ко-лот          | оооо-коооо-лоооот     |
| P                 | П                          | П                              | • ‒ ‒ •   | При-мо-роз-ки     | пи-лааа-пиии-лить     |
| Q                 | Ш                          | Щ                              | ‒ ‒ • ‒   | Шо-ло-ви-ло       | щууу-кааа-жи-вааа     |
| R                 | Р                          | Р                              | • ‒ •     | Ри-бонь-ка        | ру-кааа-ми            |
| S                 | С                          | С                              | • • •     | Са-ха-ра          | са-мо-кат             |
| T                 | Т                          | Т                              | ‒         | Том               | тоооон                |
| U                 | У                          | У                              | • • ‒     | У-па-док          | у-ні-сооон            |
| V                 | Ж                          | Ж                              | • • • ‒   | Жа-б'є се-ло      | я-бук-ва-жеее         |
| W                 | В                          | В                              | • ‒ ‒     | Ві-тро-гон        | ви-сооо-кииий         |
| X                 | Ь                          | Ь                              | ‒ • • ‒   | То м'я-кий тон    | тооо-м'я-кий-знааак   |
| Y                 | И                          | И                              | ‒ • ‒ ‒   | То не во-но       | виии-гляд-диии-внииий |
| Z                 | З                          | З                              | ‒ ‒ • •   | Зо-ло-ту-ха       | зааа-кааа-та-но       |
| Đ, É, Ę           | Є                          | Є                              | • • ‒ • • | Єд-ність то сила  | е-ле-ктрооо-ні-ка     |
| Ó, Ö, Ø           | Ч                          | Ч                              | ‒ ‒ ‒ •   | Чор-но-го-ра      | чооо-лооо-вііі-чок    |
| CH, Ĥ, Š          | Х                          | Ш                              | ‒ ‒ ‒ ‒   | Хо-ло-до-чок      | шааа-рооо-вааа-риии   |
| Ü, Ŭ              | Ю                          | Ю                              | • • ‒ ‒   | Ю-рій ко-роль     | ю-лі-ааа-нааа         |
| Ä, Æ, Ą           | Я                          | Я                              | • ‒ • ‒   | Я-ро-шен-ко       | я-кииий-я-кииий       |
| Ĵ                 | Ї                          |                                | • ‒ ‒ ‒ • | Їж, хто го-ло-ден | ї-їїї-неее-мааа-є     |
| Ń, Ñ              | Щ                          |                                | ‒ ‒ • ‒ ‒ | Що-ро-ку мо-роз   |                       |

Цифри та знаки:
| Символ                 | Код Морзе       | Наспіви                          |
| ---------------------- | --------------- | -------------------------------- |
| 1                      | • ‒ ‒ ‒ ‒       | це-ооо-диии-ниии-цяяя            |
| 2                      | • • ‒ ‒ ‒       | два-на-гііі-ркууу-йшлооо         |
| 3                      | • • • ‒ ‒       | три-то-бі-мааа-лооо              |
| 4                      | • • • • ‒       | чо-ти-ри-ки-тааа                 |
| 5                      | • • • • •       | п'я-ти-кут-ни-ки                 |
| 6                      | ‒ • • • •       | шііість-по-ки-що-є               |
| 7                      | ‒ ‒ • • •       | дааай-дааай-за-ку-рить           |
| 8                      | ‒ ‒ ‒ • •       | вооо-сьмооо-гооо-чис-ла          |
| 9                      | ‒ ‒ ‒ ‒ •       | дееее-в'яяя-тиии-сооо-тий        |
| 0                      | ‒ ‒ ‒ ‒ ‒       | нууууль-сааа-мииий-мааа-лииий    |
| 9 (в цифрових текстах) | ‒‒‒‒‒ •         |                                  |
| 0 (в цифрових текстах) | ‒‒‒‒‒‒          |                                  |
| Крапка (.)             | • • • • • •     | кра-по-чка-кра-по-чка            |
| Кома (,)               | • ‒ • ‒ • ‒     | крю-чооок-крю-чооок-крю-чооок    |
| Скісна риска (/)       | ‒ • • ‒ •       | дрооо-бо-ва-рииис-ка             |
| Знак питання (?)       | • • ‒ ‒ • •     | за-пи-тааан-няяяч-ка-ми          |
| Знак оклику (!)        | ‒ ‒ • • ‒ ‒     | пооо-клииич-ме-не-друуу-жеее     |
| Двокрапка (:)          | ‒ ‒ ‒ • • •     | двооо-крааа-пкааа-на-дій-шла     |
| Крапка з комою (;)     | ‒ • ‒ • ‒ •     | крааа-пка-кооо-ма-рааа-зом       |
| Дужки (())             | ‒ • ‒ ‒ • ‒     | дууу-жку-меее-нііі-пи-шиии       |
| Апостроф (ʼ)           | • ‒ ‒ ‒ ‒ •     | крю-чоооо-чооок-звееер-хууу-став |
| Тире (—), Дефіс (-)    | ‒ • • • • ‒     | риии-соч-ку-тут-пи-шиии          |
| Лапки ("")             | • ‒ • • ‒ •     | ла-пкиии-роз-міс-тиии-лись       |
| Знак розділу           | ‒ • • • ‒       | слууу-хай-те-ме-неее             |
| Комерційне AT(@)       | • ‒ ‒ • ‒ •     | со-бааа-кааа-гав-кууу-ча         |
| Символ долара ($)      | • • • ‒ • • ‒   | то-до-ла-рии-си-ши-ааа           |
| Помилка/перебій        | • • • • • • • • | шість-на-ві-сім-со-рок-ві-сім    |
| Кінець зв'язку         | • • ‒ • ‒       | до-по-бааа-чен-няяя              |

Коди цифр простіше запам'ятати, знаючи, що кожен з них складається з п'яти сигналів (крапок чи тире), цифри 0—5 мають стільки ж крапок на початку, як значення цифри, а цифри 6—9 — стільки крапок укінці, скільки не вистачає до десяти, решта сигналів у коді — тире. Регламент аматорського радіозв'язку України також дозволяє в контексті «цифрових текстів» (довгих послідовностей цифр) зливати послідовності тире в нулі і дев'ятці в одне довге тире.

## Абревіатури
Часто для прискорення радіообміну використовують абревіатури, умовні вирази та спеціальні «Q-коди», наприклад:
- CQ — викликаю всіх
- OM — друже, приятелю
- PSE — будь ласка
- RX — приймач
- TX — передавач
- QSL — підтверджую прийом
- QRZ? — хто мене викликає?
- SK — кінець зв'язку
- 55 — дружнє «рукостискання»
- 73 — найкращі побажання
- 88 — любов і поцілунок (жартівливо адресується жінкам-радистам).
- 99 — не бажаю з Вами працювати

## Альтернативне відображення кодів
Деякі методи навчання або вивчення абетки Морзе.

Графічне подання таблиці кодів: користувач йде зверху по лівих гілках по точках і по правих гілках за тире, поки не закінчить введення символу.

## Переваги
- Висока перешкодозахищеність при прийомі на слух в умовах сильних радіоперешкод.
- Можливість кодування вручну.
- Запис і відтворення сигналів найпростішими пристроями.

## Недоліки
- Неекономічність: на передачу одного знака коду потрібно в середньому 9,5 елементарних посилок.
- Низька придатність для літеродрукувального прийому.
- Низька швидкість телеграфування.

## SOS
Сигнал  SOS забороняється подавати, якщо немає неминучої загрози життю людей або судна на морі. SOS подається без пауз між буквами: «· · · - - - · · ·» (три крапки, три тире, три крапки), тобто як одна довга буква. Хоча часто вважається, що SOS є абревіатурою від «Save our souls» (врятуйте наші душі) або «Save our ship» (врятуйте наш корабель), насправді він був обраний через простоту передачі та запам'ятовування, до того ж передається не так, як усі абревіатури (окремими літерами), а єдиною літерою.